# Worth (Schleswig-Holstein)
Pour les articles homonymes, voir Worth.
Worth est une commune allemande du Schleswig-Holstein, située dans l'arrondissement du duché de Lauenbourg (Kreis Herzogtum Lauenburg), à cinq kilomètres au nord de la ville de Geesthacht. Worth est la commune la moins peuplée des dix communes de l'Amt Hohe Elbgeest (« Haut Geest de l'Elbe ») dont le siège est à Dassendorf.